# Großglockner
Il Großglockner () è una montagna delle Alpi Centro-orientali (Alpi dei Tauri occidentali), la più elevata dell'Austria con i suoi 3.798 m s.l.m.

## Descrizione
Situato al confine fra Carinzia e Tirolo orientale è la vetta più alta del massiccio chiamato Gruppo del Glockner che si trova sul versante principale degli Alti Tauri, all'interno del parco omonimo; ai suoi piedi si trova il ghiacciaio Pasterze, il maggiore delle Alpi Orientali. 
È possibile percorrere una strada molto panoramica a pedaggio, la Großglockner-Hochalpenstraße, che collega Heiligenblut am Großglockner (in Carinzia) con Fusch (nel Salisburghese); quest'ultima è la strada alpina più famosa d'Europa, e porta direttamente nel cuore del Parco Nazionale degli Alti Tauri: lungo i 36 tornanti su 48 km circa di lunghezza consente di vedere da vicino la vetta da una quota attorno ai 2.500 metri s.l.m..
Ad Heiligenblut am Großglockner è stato realizzato un albergo chiamato Hotel Kaiservilla, esattamente nel punto in cui sorgeva il vecchio maso alpino, nel quale i servitori della coppia imperiale si fermarono per passare la notte. Il versante sud ha fatto da scenografia per il film tv "Heidi" del 1993, per la regia di Michael Ray Rhodes con Jason Robards, Jane Seymour, Patricia Neal e Siân Phillips.

### Prima ascensione
Ispirato dal libro di Hacquet e dalla prima scalata del Monte Bianco nel 1786, il principe vescovo gurco conte Franz Xaver di Salm (1749-1822) insieme al suo vicario generale Sigismund Ernst Hohenwart (1745-1825) e al barone Franz Xaver von Wulfen (1728-1805) iniziarono a lavorare per una spedizione sul Grossglockner. Ingaggiarono due contadini di Heiligenblut come guide alpine per fare le prime esplorazioni per una salita attraverso la valle Leitertal, che è il versante del Grossglockner con meno ghiaccio (la gente temeva i ghiacciai in quei tempi). Questi uomini valorosi, chiamati "Glockner" nei documenti, fecero più di quanto era stato loro ordinato e probabilmente raggiunsero la vetta del Kleinglockner il 23 luglio 1799.
Un mese dopo iniziò la spedizione del vescovo: era stato costruito un rifugio (il primo rifugio Salm) e il sentiero nella valle Leitertal era stato preparato in modo che il vescovo potesse usare un cavallo per raggiungerlo. 30 persone, tra cui Salm, Hohenwart e Wulfen, fecero parte della spedizione. Il 25 agosto 1799 Hohenwart e almeno altre quattro persone, tra cui i due "Glockner", raggiunsero nuovamente il Kleinglockner, dove installarono una delle prime croci di vetta (uno degli obiettivi principali della spedizione ecclesiastica). I rapporti di Hohenwart non dicevano chiaramente che non avevano toccato il punto più alto, ma il vescovo Salm (che aveva raggiunto la roccia Adlersruhe a 3.454 m) ne fu informato. Insoddisfatto, invitò un'altra spedizione, ancora più grande, l'anno successivo.
Il 28 luglio 1800, 62 persone, tra cui il pedagogo Franz Michael Vierthaler e il botanico David Heinrich Hoppe, ripresero la via della Leitertal. Quattro contadini e falegnami (i "Glockner" e altri due di cui non si hanno notizie) avevano tracciato una pista nella neve, avevano installato corde fisse in alcuni tratti più ripidi fino alla fine del Glocknerleitl e avevano anche costruito un secondo rifugio, chiamato Hohenwarte Hütte. L'avanguardia raggiunse la vetta del Kleinglockner, ma, secondo i resoconti della spedizione del sacerdote di Dellach Franz Joseph Horasch (Orasch), solo le quattro guide e Mathias Hautzendorfer, il sacerdote locale della parrocchia di Rangersdorf, riuscirono ad attraversare la Obere Glocknerscharte e a salire sulla vetta del Grossglockner. Hautzendorfer dovette essere convinto ad avventurarsi in questo passo e amministrò l'estrema unzione in anticipo.
I due "Glockner" sono solitamente identificati come i fratelli Joseph (Sepp) e Martin Klotz, tuttavia questo cognome non è riportato nel registro parrocchiale di Heiligenblut. Un contadino locale di nome Sepp Hoysen è documentato come membro della seconda spedizione Grossglockner nel 1802, e il geometra Ulrich Schiegg menziona un Martin Reicher come guida "Glockner". I contadini e alcuni altri membri della spedizione (tra cui Schiegg e il suo giovane apprendista Valentin Stanič, che qualche settimana dopo scalò per la prima volta il Watzmann) ripresero l'ascesa il giorno successivo e infine installarono la croce di vetta e un barometro sulla cima del Grossglockner.

### Sviluppi
Il vescovo Salm intraprese altre due ascensioni nel 1802 (con Hohenwart che raggiunse la vetta) e nel 1806, ma non salì mai oltre la roccia di Adlersruhe. La scalata del Grossglockner fu descritta anche dal botanico Josef August Schultes, che esplorò il massiccio insieme al conte Apponyi nel 1802. Durante le guerre napoleoniche non furono effettuate altre ascensioni, le capanne andarono in rovina e furono saccheggiate dagli abitanti del luogo. Nell'epoca successiva del Vormärz, tuttavia, la montagna divenne un luogo popolare per gli alpinisti come Hermann e Adolf Schlagintweit, che seguirono tutti la via della prima salita.
Verso la metà del XIX secolo, lo sviluppo del turismo alpino iniziò ad alterare la tradizionale economia agricola della zona di Heiligenblut. Pertanto, gli abitanti di Kals cercarono di tracciare una salita diritta dal versante occidentale, che tuttavia non fu raggiunta fino a quando Julius von Payer esplorò la cresta tra Glöcknerleitl e Ködnitzkees nel 1863. Johann Stüdl fece erigere una via ferrata lungo la cresta sud-occidentale l'anno successivo e la Stüdlhütte ai suoi piedi nel 1868. Già nel 1869, la maggior parte delle spedizioni verso la vetta partirono da Kals. La prima ascensione invernale del Grossglockner fu compiuta il 2 gennaio 1875 da William Adolf Baillie Grohman, membro del Club Alpino. Nel 1876 il conte Alfred Malgrave von Pallavicini  e la sua guida Hans Tribusser intrapresero la prima spedizione sulla ripida parete nord-est glacializzata, scavando 2.500 gradini nel Pallavicinirinne in un colpo da maestro dell'arrampicata su ghiaccio che non fu ripetuto per 23 anni.
Nel 1879 il conte Pallavicini dedicò una nuova croce sommitale in ferro in occasione delle nozze d'argento dell'imperatore Francesco Giuseppe d'Austria e dell'imperatrice Elisabetta; entrambi avevano visitato Heiligenblut e camminato fino all'attuale punto panoramico Franz-Josefs-Höhe nel 1865. La croce fu installata il 2 ottobre 1880. Pallavicini fece anche erigere il rifugio dell'arciduca Giovanni presso l'ex luogo di riposo di Adlersruhe del vescovo Salm, oggi il rifugio più alto dell'Austria. Il Club Alpino Austriaco costruì la nuova Salmhütte e la Glocknerhaus lungo la via alpina che parte da Heiligenblut.
Nel 1909 fu effettuata la prima ascensione con gli sci e la circumnavigazione del massiccio divenne presto un popolare tour di scialpinismo. Il Grossglockner divenne la montagna più alta dell'Austria quando la regione altoatesina dell'Ortles dovette essere ceduta al Regno d'Italia in base al Trattato di Saint-Germain del 1919, che ne favorì la fama come attrazione turistica.

## Ciclismo
Ha ospitato due volte l'arrivo di tappe del Giro d'Italia: nel 1971 (edizione della quale fu anche la Cima Coppi), si aggiudicò la vittoria l'italiano Pierfranco Vianelli, mentre nel 2011 si affermò il venezuelano José Rujano.

## Bibliografia

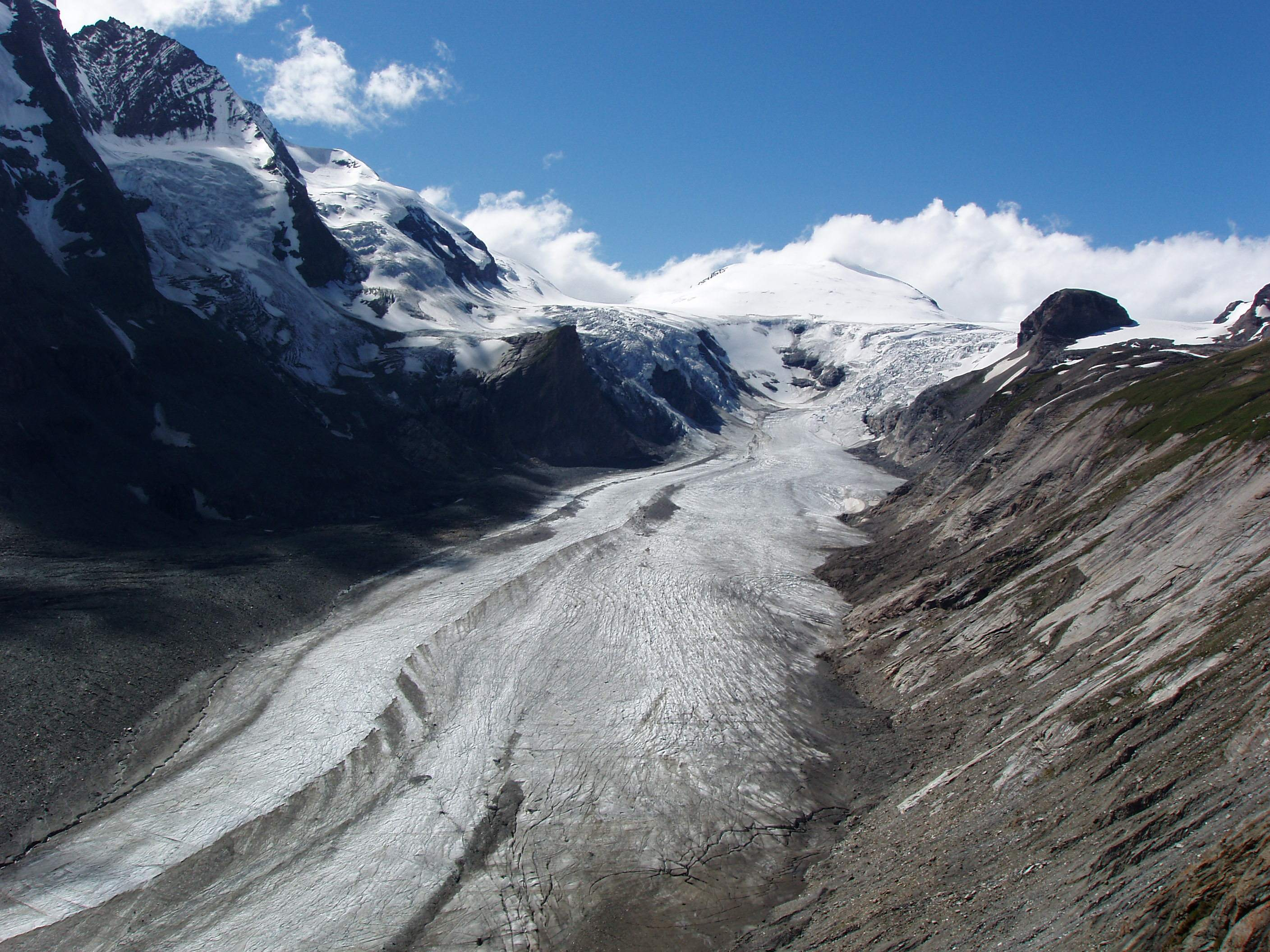
Il ghiacciaio Pasterze con il Großglockner sulla sinistra